# Dorfkirche Friedersdorf (Sonnewalde)

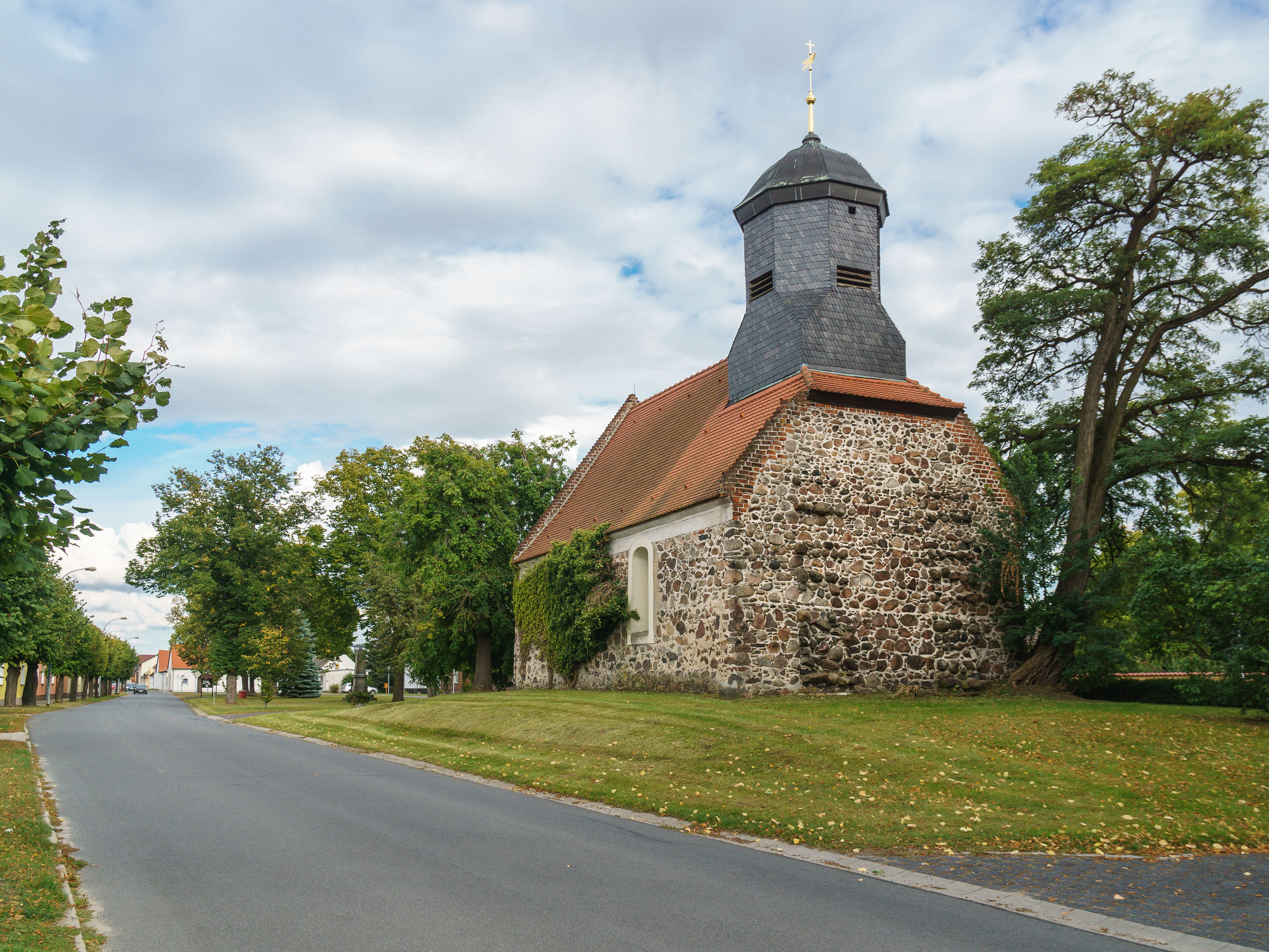
Dorfkirche Friedersdorf (Sonnewalde)

Die evangelische, denkmalgeschützte Dorfkirche Friedersdorf steht in Friedersdorf, einem Ortsteil der Stadt Sonnewalde im Landkreis Elbe-Elster von Brandenburg. Die Kirchengemeinde gehört zum Kirchenkreis Niederlausitz der Evangelischen Kirche Berlin-Brandenburg-schlesische Oberlausitz.

## Beschreibung
Die Feldsteinkirche wurde im 15. Jahrhundert erbaut. Aus dem Satteldach ihres Langhauses erhebt sich im Westen ein schiefergedeckter quadratischer Dachreiter, der sich in einem achteckigen, den Glockenstuhl beherbergenden Geschoss mit abschließender Glockenhaube fortsetzt. Er ersetzt den abgetragenen massiven Kirchturm, dessen Abbruchspuren am Westgiebel der Kirche noch sichtbar sind.
Der mit dreiseitigen Emporen ausgestattete Innenraum ist mit einer Holzbalkendecke überspannt. Zur Kirchenausstattung gehört ein 1716 gebauter Kanzelaltar. Auf der Predella ist das Abendmahl zu sehen. Auf der Brüstung der polygonalen Kanzel sind Christus und die vier Evangelisten dargestellt.